# The Idol Dancer
The Idol Dancer is een Amerikaanse dramafilm uit 1920 onder regie van D.W. Griffith.

## Verhaal
Mary is de dochter van een Franse vader en een Javaanse moeder op een eiland in de Stille Zuidzee. Ze is dol op dansen en ze heeft twee geliefden. Een van hen is een strandjutter met een drankprobleem, die schipbreuk heeft geleden. De andere is een zieke, jonge Amerikaan, die op het eiland verblijft bij zijn oom om op krachten te komen. Inboorlingen van een naburig eiland beramen een inval.

## Rolverdeling
| Acteur              | Personage               |
| ------------------- | ----------------------- |
| Richard Barthelmess | Dan McGuire             |
| Clarine Seymour     | Mary                    |
| Creighton Hale      | Walter Kincaid          |
| George MacQuarrie   | Dominee Franklyn Blythe |
| Kate Bruce          | Mevrouw Blythe          |
| Porter Strong       | Dominee Peter           |
| Anders Randolf      | Slavenjager             |
| Walter James        | Wando                   |
| Thomas Carr         | Donald Blythe           |
| Herbert Sutch       | Thomas                  |
| Adolph Lestina      | Zwarte slaaf            |
| Ben Grauer          | Jongen                  |
| Walter Kolomoku     | Muzikant                |
| Florence Short      | Meisje                  |